# Rancho Hernández
Rancho Hernández är en ort i Mexiko.   Den ligger i kommunen San José Tenango och delstaten Oaxaca, i den sydöstra delen av landet, 300 km sydost om huvudstaden Mexico City. Rancho Hernández ligger 877 meter över havet och antalet invånare är 289.
Terrängen runt Rancho Hernández är varierad. Runt Rancho Hernández är det ganska tätbefolkat, med 185 invånare per kvadratkilometer. Närmaste större samhälle är Isla Soyaltepec, 14,0 km nordost om Rancho Hernández. I omgivningarna runt Rancho Hernández växer i huvudsak städsegrön lövskog.